# جروفر كليفلاند
ستيفن جروفر كليفلاند (بالإنجليزية: Grover Cleveland)‏ (18 مارس 1837 – 24 يونيو 1908) هو سياسي ومحامي أمريكي والرئيس الثاني والعشرين والرابع والعشرين للولايات المتحدة. فاز كليفلاند في التصويت الشعبي في ثلاث انتخابات رئاسية – في أعوام 1884، 1888، 1892 – وكان أحد اثنين من الديمقراطيين (مع وودرو ويلسون) يتم انتخابه رئيسا في عهد هيمنة الجمهوريين السياسية التي يرجع تاريخها من 1861 إلى 1933. وكان أيضا الرئيس الأول في التاريخ الأميركي الذي تولى المنصب لفترتين غير متتاليتين. أما الثاني فهو دونالد ترامب.
كان كليفلاند زعيم فريق بوربون الديمقراطي المؤيد لقطاع الأعمال والذي عارض التعريفات الجمركية المرتفعة، والفضة الحرة، والتضخم، والإمبريالية، وإعانات الأعمال والمزارعين وقدامى المحاربين. وجعلته حملته من أجل الإصلاح السياسي والمحافظة المالية رمزا للمحافظين الأمريكيين في تلك الحقبة. نال كليفلاند الثناء على أمانته واعتماده على نفسه ونزاهته والتزامه بمبادئ الليبرالية الكلاسيكية. كما حارب الفساد السياسي والمحسوبية واستغلال السلطة. حظي كليفلاند بالهيبة كمصلح ونال تأييد الجناح المماثل له في الحزب الجمهوري في انتخابات العام 1884.
مع بدء إدارته الثانية، ضربت الأمة كارثة اقتصادية عرفت باسم ذعر العام 1893 والذي أنتج كسادا اقتصاديا شديدا على مستوى البلاد، ولم يتمكن كليفلاند من كبح جماحه. دمر الكساد الحزب الديمقراطي الذي ينتمي إليه كليفلاند، وفتح الطريق لانتصار ساحق للجمهوريين في انتخابات عام 1894 والحجز على الحزب الديمقراطي في عام 1896. وكانت النتيجة إعادة الصف السياسي التي أنهت نظام الطرف الثالث، وأطلقت نظام الحزب الرابع والعصر التقدمي.
كان كليفلاند ماهرا بصياغة السياسات، وتلقى أيضا الانتقاد من الجهات الأخرى. كان قد تدخل في إضراب بولمان عام 1894 للحفاظ على سير عمل السكك الحديدية ما أغضب النقابات العمالية على طول البلاد؛ كما أن دعمه لمعيار الذهب ومعارضته للفضة الحرة ساهم بإبعاد الجناح الزراعي للحزب الديمقراطي. ويقول منتقدو كليفلاند أنه كان قليل الخيال، وأن الكوارث الاقتصادية كالكساد والإضرابات طغت على فترة ولايته الثانية. وحتى مع ذلك، نجت سمعته كرجل مستقيم وحسن الخلق مما لحق به من متاعب. كتب عنه المؤرخ ألن نيفينز، «إن عظمة جروفر كليفلاند تكمن في صفاته غير العادية بدلا من النموذجية. كان يمتلك الصدق والشجاعة والحزم والاستقلال والحس السليم. ولكن امتلكها بدرجة لم يملكها آخرون غيره.»  واليوم، يعتبره معظم المؤرخين قائدا ناجحا، ويضعونه عموما بين الطبقة الثانية بين تراتيب الرؤساء الأميركيين.

## النشأة

### الطفولة وتاريخ العائلة
وُلد ستيفن جروفر كليفلاند في الثامن عشر من مارس عام 1837 في كالدويل بنيو جيرسي، لآن (اسمها قبل الزواج نيل) وريتشارد فالي كليفلاند. كان والد كليفلاند كاهنًا كنسيًا ومشيخيًا من من كونيتيكت. كانت أمه من بالتيمور، وكانت ابنة بائع كتب. كان كليفلاند منحدرًا من أسلاف إنجليزية من جهة أبيه، أول عائلة هاجرت إلى ماساتشوستس من كليفلاند بإنجلترا، سنة 1635. حارب جده من جهة أمه -ريتشارد فالي الابن- في معركة بانكر هيل، وهو ابن مهاجر من غيرنسي. من جهة أمه، انحدر من البروتستانت الأنجلو إيرلنديين ومن الكويكرز (جمعية الأصدقاء الدينية) الأمريكيين الألمان من فيلادلفيا. وكان كليفلاند ذا صلة قريبة جدًا بالجنرال موسى كليفلاند، الذي سميت مدينة كليفلاند في أوهايو على اسمه.
كان كليفلاند الابن الخامس بين تسعة أولاد، سُمي ستيفن جروفر تكريمًا لأول قس في الكنيسة المشيخية الأولى في كالدويل، إذ كان أبوه قسًا في ذلك الوقت ثم عُرِف بجروفر في سن الرشد. انتقلت عائلة كليفلاند سنة 1841إلى فايتفيل بنيويورك حيث قضى جروفر معظم طفولته. وصفه الجيران لاحقًا بأنه «طفل مرح وميال إلى عمل المقالب»، ومُولع بممارسة الرياضة في الهواء الطلق.
انتقل والد كليفلاند سنة 1850إلى كلينتون (نيويورك) للعمل سكرتيرًا لجمعية التبشير الأمريكية الوطنية. رغم تفاني أبيه في عمله التبشيري، لم يكن الدخل كافيً لعائلته الكبيرة، أجبرته الظروف المالية على إبعاد جروفر من المدرسة ونقله إلى تدريب تجاري لمدة عامين في فايتفيل. كانت التجربة التي خاضها قيمة لكنها وجيزة، وكانت أحوالهم المعيشية متقشفة للغاية. عاد جروفر إلى كلينتون ومدرسته عند انتهاء عقد التدريب. تولى والد كليفلاند مهمةً سنة 1853في هولاند باتينت بنيويورك قرب أوتيكا، وذلك عندما بدأ العمل الإرسالي يؤذي صحته، فانتقلت العائلة من جديد. بعد ذلك بفترة قصيرة، مات جراء قرحة هضمية، ويُظن أن جروفر سمع عن موت أبيه من صبي يبيع الصحف.

### التعليم والانتقال غربًا
تلقى كليفلاند تعليمه الابتدائي في أكاديمية فايتفيل وأكاديمية كلينتون الليبرالية. ترك المدرسة من جديد ليساعد على إعالة عائلته، بعد موت أبيه سنة 1853. في وقت لاحق من تلك السنة، عُيِّن وليم أخو كليفلاند معلمًا في معهد نيويورك للمكفوفين بمدينة نيويورك وحصل وليم على وظيفة لكليفلاند في منصب مساعد مدرس. عاد إلى موطنه في هولندا، باتنيت في نهاية سنة 1854، وهناك عرض شيخ في كنيسته أن يدفع مصاريف تعليمه الجامعي إذا وعد بأن يصبح قسًا. لكنه رفض، وقرر سنة 1855 أن ينتقل إلى الغرب. توقف أولًا في بوفالو بنيويورك ومنحه خاله لويس إف. آلن عملًا كتابيًا. كان آلن رجلا مهمًا في بوفالو، وقدَّم ابن أخته إلى الرجال ذوي النفوذ هناك، بمن فيهم شركاء مكتب محاماة روجرز، بوون، وروجرز. كان ميلارد فيلمور، الرئيس الثالث عشر للولايات المتحدة، قد عمل سابقا لحساب مكتب المحاماة ذاك. تولى كليفلاند في وقت لاحق وظيفة مكتبية في الشركة، وابتدأ يقرأ في القانون، ودخل إلى نقابة المحامين في نيويورك سنة 1859.

### الحياة المهنية المبكرة والحرب الأهلية
عمل كليفلاند لشركة روجرز لثلاث سنوات، ثم غادرها عام 1862 ليبدأ عمله الخاص. في يناير عام 1863، عُيِّن مساعدًا للمدعي العام لمقاطعة إيري. مع احتدام الحرب الأهلية الأمريكية، أجاز الكونجرس قانون التجنيد سنة 1863 الذي يقتضي من الرجال الأقوياء أن يخدموا في الجيش إذا طُلب منهم ذلك، أو يوظِفوا بديلا عنهم. اختار كليفلاند الخيار الثاني، فدفع مئة وخمسين دولارًا أمريكيًا (ما يعادل 3115 دولارًا في سنة 2009) إلى جورج بننسكي -مهاجر بولندي عمره اثنان وثلاثون عامًا- ليخدم مكانه. نجا بيننسكي من الحرب.

## انتخاب عام 1884

### الترشح للرئاسة
تصدر كليفلاند باعتباره مدافعًا عن إصلاح الخدمة المدنية، ونُظر إليه على نطاق واسع على أنه منافس رئاسي بعد فوزه في انتخابات حاكم نيويورك عام 1882. كان صمويل جاي. تيلدن، مرشح الحزب في عام 1876، المرشح الأول، لكنه رفض الترشح بسبب صحته السيئة. كان لدى كل من كليفلاند، وتوماس إف. بايارد من ديلاوير، وألين جاي. ثورمان من ولاية أوهايو، وصموئيل فريمان ميلر من ولاية أيوا، وبنجامين باتلر من ماساتشوستس عدد كبير من الأتباع في المؤتمر الوطني الديمقراطي لعام 1884. كان لكل من المرشحين الآخرين عوائق أمام ترشيحه: فقد تحدث بايارد لصالح الانفصال في عام 1861، مما جعله غير مقبول للشماليين، على العكس من ذلك، تعرض باتلر للشتم في جميع أنحاء الجنوب بسبب أفعاله خلال الحرب الأهلية، كان ثورمان محبوبًا عمومًا، لكنه كان يتقدم في السن ويصبح ضعيفًا، وكانت وجهات نظره حول السؤال الفضي غير مؤكدة.
كان لدى كليفلاند أيضًا منتقدون -عارضته آلة تاماني هول السياسية- لكن طبيعة أعدائه زادت عدد أصدقائه. كما استفاد من دعم زعيم حزب الولاية دانيال مانينغ، الذي جعل كليفلاند الوريث الطبيعي لتيلدن وشدد على أهمية الأصوات الانتخابية في نيويورك في أي فوز رئاسي ديمقراطي. قاد كليفلاند الاقتراع الأول للمؤتمر وحسم الترشيح في الاقتراع الثاني. اختير توماس إيه. هندريكس من إنديانا لمنصب نائب الرئيس. رشح المؤتمر الوطني الجمهوري لعام 1884 رئيس مجلس النواب السابق جيمس جي. بلين من ولاية مين لمنصب الرئيس؛ أدى ترشيح بلين إلى نفور العديد من الجمهوريين الذين نظروا إلى بلين على أنه طموح وغير أخلاقي.
قام بلين بحملة لتطبيق التعريفة الوقائية، وزيادة التجارة الدولية، والاستثمار في مشاريع البنية التحتية، بينما ركزت الحملة الديمقراطية على أخلاقيات بلين. بشكل عام، التزم كليفلاند بسابقة التقليل من السفر في الحملة الرئاسية وإلقاء الخطاب، أصبح بلين من أوائل الذين خالفوا هذا التقليد. أصبح الفساد في السياسة هو القضية المركزية في عام 1884، وكان بلين طوال فترة حياته المهنية متورطًا في العديد من الصفقات المشكوك فيها. أثبتت سمعة كليفلاند كمعارض للفساد أقوى مكسب للديموقراطيين. ندد الجمهوريون ذوو العقلية الإصلاحية المسماة «موغوامب»، بمن فيهم رجال مثل كارل شورتز وهنري وارد بيتشر، ببلين ووصفوه بالفاسد وتجمعوا حول كليفلاند. في الوقت ذاته الذي حصل فيه الديموقراطيون على دعم من موغوامب، فقدوا بعض العمال ذوي الياقات الزرقاء لصالح حزب عمل العملة الخضراء، بقيادة بنجامين باتلر.
مثلما هو متوقع، حمل كليفلاند الجنوب الصلب، بينما حمل بلين معظم مناطق نيو إنجلاند والغرب الأوسط. حددت الأصوات الانتخابية المتنازع عليها بشدة في نيويورك، ونيوجيرسي، وإنديانا، وكونيتيكت الانتخابات. بعد فرز الأصوات، فاز كليفلاند بفارق ضئيل في جميع الولايات الأربع المتأرجحة؛ فاز بولاية نيويورك –موطنه- بهامش 0.1%، والتي بلغت 1200 صوت فقط. فاز كليفلاند في التصويت الشعبي على مستوى البلاد بنسبة ربع بالمئة، بينما فاز في التصويت الانتخابي بأغلبية 219-182. جعل فوز كليفلاند منه أول مرشح ديمقراطي ناجح للرئاسة منذ بداية الحرب الأهلية. على الرغم من ترشيح كليفلاند الناجح، احتفظ الجمهوريون بالسيطرة على مجلس الشيوخ.

## الرئاسة الأولى (1885-1889)
أدى كليفلاند اليمين الدستورية ليصبح الرئيس الثاني والعشرين للولايات المتحدة في 4 مارس 1885. في اليوم نفسه، أدى هندريكس اليمين كنائب للرئيس. توفي هندريكس بعد 266 يومًا من هذه الفترة، وظل المنصب شاغرًا نظرًا لعدم وجود نص دستوري في ذلك الوقت لملء منصب نائب الرئيس الشاغر خلال فترة الولاية.

### الإدارة
كان هناك الكثير من التكهنات خلال الفترة الانتقالية الرئاسية حول من سيعمل في حكومة كليفلاند. كان من المفترض عمومًا أن يُعرض على توماس إف. بايارد منصب وزير الخارجية. بحلول 27 فبراير 1885، ورد أن كليفلاند قد استقر على جميع أعضاء مجلس الوزراء. ومع ذلك، نفى دانيال إس. لامونت، السكرتير الخاص لكليفلاند، على الفور التقارير التي تفيد بأن كليفلاند قد استقر على خيارات وزرائه، وأنه أعلن عن اختياراته للآخرين.
واجه كليفلاند التحدي المتمثل في تشكيل أول حكومة ديمقراطية منذ خمسينيات القرن التاسع عشر، ولم يكن أي من الأفراد الذين عينهم في حكومته قد خدم في مجلس وزراء إدارة أخرى. وافق السناتور بايارد، أقوى منافس لكليفلاند على ترشيح عام 1884، على منصب وزير الخارجية. أصبح دانيال مانينغ، وهو مستشار رئيسي لكليفلاند في نيويورك وحليف مقرب من صمويل تيلدن، وزير الخزانة. عيّن نيويوركي آخر، الممول البارز ويليام سي. ويتني، وزيرًا للبحرية. لمنصب وزير الحرب، عين كليفلاند ويليام سي. إنديكوت، قاضيًا بارزًا في ولاية ماساتشوستس له علاقات مع موغوامب. اختار كليفلاند اثنين من الجنوبيين لحكومته: لوسيوس سي لامار من ولاية ميسيسيبي وزيرًا للداخلية، وأغسطس غارلاند من أركنساس مدعيًا عامًا. كان مدير مكتب البريد العام ويليام إف. فيلاس من ويسكونسن هو الغربي الوحيد في مجلس الوزراء. عمل دانيال إس. لامونت سكرتيرًا خاصًا لكليفلاند، وأصبح أحد أهم الأفراد في الإدارة.

## وصلات خارجية
- جروفر كليفلاند على موقع IMDb (الإنجليزية)
- جروفر كليفلاند على موقع الموسوعة البريطانية (الإنجليزية)
- جروفر كليفلاند على موقع ميوزك برينز (الإنجليزية)
- جروفر كليفلاند على موقع إن إن دي بي (الإنجليزية)
- جروفر كليفلاند على موقع كينوبويسك (الروسية)